# Ophiodermella
Ophiodermella is een geslacht van weekdieren uit de klasse van de Gastropoda (slakken).

## Soorten
- Ophiodermella akkeshiensis (Habe, 1958)
- Ophiodermella cancellata (Carpenter, 1864)
- Ophiodermella fancherae (Dall, 1903)
- Ophiodermella grippi (Dall, 1919)
- Ophiodermella inermis (Reeve, 1843)
- Ophiodermella ogurana (Yokoyama, 1922)